# بيتر غانتس
بيتر غانتس (بالألمانية: Peter Ganz)‏ هو باحث في الدراسات الألمانية، ولد في 3 نوفمبر 1920 في ماينتس في ألمانيا، وتوفي في 17 أغسطس 2006 في أكسفورد في المملكة المتحدة.